# Naubates thieli
Naubates thieli är en insektsart som beskrevs av Günter Timmermann 1965. Naubates thieli ingår i släktet Naubates och familjen fjäderlöss. Inga underarter finns listade i Catalogue of Life.